# Hanchinhal, Devadurga
Hanchinhal là một làng thuộc tehsil Devadurga, huyện Raichur, bang Karnataka, Ấn Độ.